# Клан Холмайн

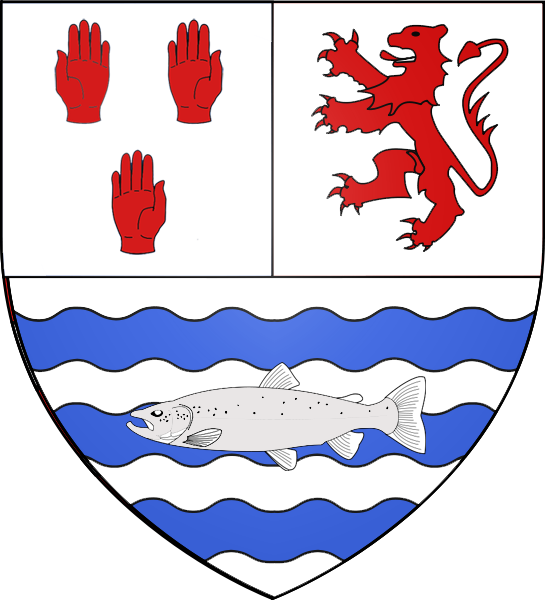
Герб вождя клану Холмайн.

Клан Холмайн – (ірл. - Clann Cholmáin) – давній ірландський клан, династія королів та верховних королів Ірландії. Клан походить від Колмана Великого – Колмана Мора мак Діармата  (ірл. - Colmán Mór mac Diarmata) – сина Діармайта мак Кербайлла (ірл. - Diarmait mac Cerbaill). Клан Холмайн – гілка клану південних О’Нейллів (ірл. - Uí Néill). Вожді клану Холмайн були королями Міде (Міді) – королівства, що розташовувалось на території сучасного графства Міт. Як і всі О’Нейлли вони вели своє походження від верховного короля Ірландії Ніла (Ніалла) Дев’яти Заручників (ірл. - Niall Noígiallach) та його сина Коналла Кремпхайнне (ірл. - Conall Cremthainne). Він них тягнуться родоводи кланів Сіл н-Аедо Слайне, династії королів Бреги, що походять від молодшого брата Колмана Великого – Аеда Слайне (ірл. - Áed Sláine). Також від них походить відомий в історії клан Холмайн Бікк (ірл. - Clann Cholmáin Bicc) або як його ще називають клан Кайлле Фолламайн (ірл. - Caílle Follamain) – клан походить від середнього брата Колмана Бека (ірл. - Colmán Bec). Клан Холмайн правив довгий час в королівстві Уснех (ірл. – Uisnech). Історично королівства Міде, Брега, Уснех виникли з особистих володінь верховного короля Ірландії, тому вожді і королі цього клану і цих королівств вважали тільки їм належить законне право на корону і трон верховних королів Ірландії. Проте рідко їм вдавалося захопити і втримати цей трон.

## Найважливіші королі, що походять з клану Холмайн
- Домналл Міді мак Мурхада (ірл. - Domnall Midi) -  верховний король Ірландії (743 – 763 роки правління, пом. 763).
- Доннхад Міді мак Домнайлл (ірл. - Donnchad Midi mac Domnaill) - верховний король Ірландії (775 – 797 роки правління, пом. 797).
- Маел Сехнайлл мак Маел Руанайд (ірл. - Máel Sechnaill mac Maíl Ruanaid) -  верховний король Ірландії (846 – 862 роки правління, пом. 862).
- Фланн Сінна мак Маел Сехнайлл (ірл. - Flann Sinna) - верховний король Ірландії (879 – 916 роки правління, пом. 916).
- Маел Сехнайлл мак Домнайлл (ірл. - Máel Sechnaill mac Domnaill) - верховний король Ірландії (980 – 1002 роки правління, пом. 1022).